# Longueil
Longueil è un comune francese di 564 abitanti nel dipartimento della Senna Marittima, regione della Normandia.

## Società

### Evoluzione demografica
Abitanti censiti